# Vallø
Vallø est une ancienne municipalité du département de Roskilde, dans l'est du Danemark. Depuis 2007, elle est incluse dans la municipalité de Stevns, en Sjælland.

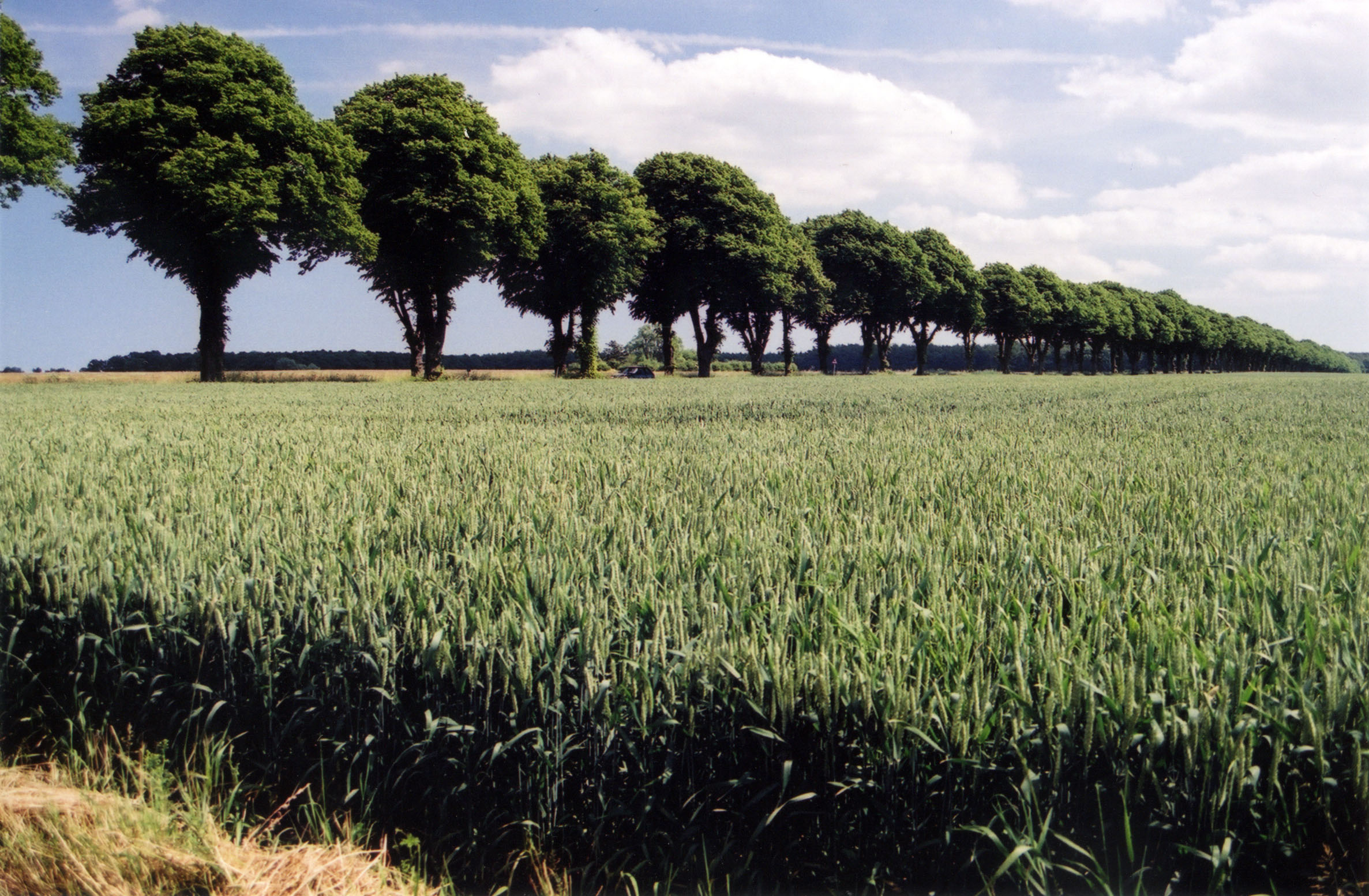
Campagne à Vallø
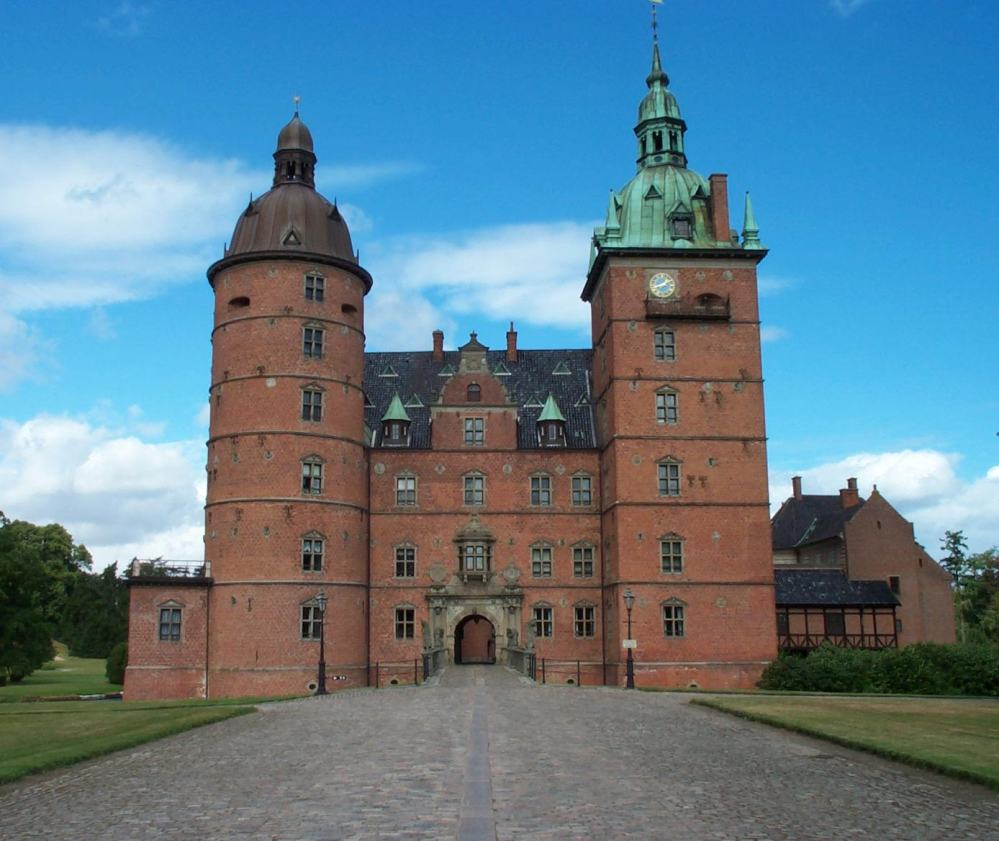
Château de Vallø